# M7 (Frankrijk)
De Franse route métropolitaine M7 verbindt de M6 met de A7. Het vormt een belangrijke toegangsweg voor de stad Lyon en is bovendien een gekende route voor vakantieverkeer richting het zuiden.
De M7 is 6,5 km lang en loopt grotendeels op de oever aan de westzijde van de Rhône.
Tot 2020 was dit traject het noordelijkste deel van de A7. In 2020 werden de 16 km lange delen van de A6 en A7 door Lyon die in 2017 werden gedegradeerd van snelwegen tot een stedelijke boulevard hernoemd tot M6 en M7 (metropolitane weg 6 en 7).

## Verkeersdrukte
De weg is het hele jaar door overbelast en filevorming komt frequent voor. De M7 maakt deel uit van Autoroute du soleil: een belangrijke doorgangsroute tussen Noord-Frankrijk, de Benelux-landen en Duitsland enerzijds en het Middellandse Zeegebied en Spanje anderzijds. De drukte bestaat deels uit lokaal verkeer en in de vakantieperiodes ook uit veel doorgaand verkeer, hoewel laatstgenoemde door middel van bewegwijzering omgeleid wordt via de A46 aan de rand van de agglomeratie Lyon.